# Kronika filmowa
Kronika filmowa – regularnie produkowany i rozpowszechniany film dokumentalny prezentujący nowości. 
Pierwsza kronika powstała we Francji w firmie Pathé, w 1908. W Polsce Polska Agencja Telegraficzna produkowała tygodniowe kroniki od 1927. Od 1944 Polska Kronika Filmowa. W III Rzeszy ważnym narzędziem propagandy były Die Deutsche Wochenschau (1940−1945). 
Kroniki filmowe zostały wyparte przez telewizyjne programy informacyjne.